# Крекінг-установка у Фейзені
Крекінг-установка у Фейзені – виробництво нафтохімічної промисловості на сході Франції.
З 1964 року у Фейзені діяв нафтопереробний завод, який за три роки доповнили нафтохімічним виробництвом – розрахованою на споживання газового бензину (naphtha) установкою парового крекінгу. Наразі вона може продукувати 250 тисяч тонн етилену на рік, крім того, фейзенський майданчик має потужність у 220 тисяч тонн пропілену.
За допомогою продуктопроводу Фейзен – Жаррі/Таво була організована подача етилену до споживачів, як то:
- на введені в експлуатацію у 1967-1970 роках в Балані чотири лінії полімеризації загальною потужністю 120 тисяч тонн поліетилену на рік;
- на завод з виробництва мономеру вінілхлориду в Жаррі. З певного моменту тут продовжували продукуваня лише його напівфабрикату – дихлориду етилену в обсягах до 140 тисяч тонн на рік;
- на завод з виробництва мономеру вінілхлориду в Таво (потужність станом на початок 2000-х – 260 тисяч тонн на рік).
З 2004-го у Балані припинили продукування поліетилену, проте дві з чотирьох ліній продовжували діяльність, випускаючи етиленвінілацетат. А на початку наступного десятиліття власники майданчику в Жаррі вирішили припинити випуск дихлориду етилену. Втім, зазначений вище етиленопровід є лише однією з ланок системи, котра простягнулась від Середземного моря до прикордонної з Німеччиною Лотарингії, що забезпечує доступ до інших споживачів.
Пропілен з Фейзену може постачатись споживачам через пропіленопровід Фейзен – Руссійон – Пон-де-Кле.
Використання важкої, як для нафтохімії, сировини, призводить до виходу значної кількості ненасичених вуглеводнів фракції С4. Як наслідок, в Фейзині можуть продукувати 80 тисяч тонн бутадієну. Також на майданчику діє виробництво етилтретинного бутилового етеру (отримують з ізобутилену та етанолу) потужністю 84 тисячі тонн на рік.